# Desert Island Discs
Desert Island Discs je rozhlasový program vysílaný na BBC Radio 4. Poprvé byl vysílán na BBC Forces Program dne 29. ledna 1942. Každý týden je host, kterému se v průběhu programu říká „ztroskotanec“, požádán aby si vybral osm nahrávek (obvykle, ale ne vždy, hudebních), knihu a jeden luxusní předmět, který by si vzal, kdyby se ocitl na pustém ostrově. Host programu hovoří o svém životě a důvodech svého výběru. Pořad vymyslel a prvně představil Roy Plomley. Od roku 2018 program moderuje Lauren Laverne.
Bylo odvysíláno více než 3 000 epizod, přičemž někteří hosté se objevili více než jednou a některé epizody uvádějí více než jednoho hosta. Příkladem hosta, který spadá do obou kategorií, je Bob Monkhouse, který se objevil spolu se svým spoluautorem scénáře Denisem Goodwinem 12. prosince 1955 a samostatně pak 20. prosince 1998.
V únoru 2019 skupina odborníků na vysílací průmysl nazvala Desert Island Discs „největším rozhlasovým projektem všech dob“.

## Formát
Hosté jsou vyzváni aby si představili, že jsou na pustém ostrově a vybrali si osm nahrávek, původně gramofonových, které by si s sebou vzali; diskuse o jejich volbách umožňuje revizi jejich života. Přehrají se úryvky z jejich výběru nebo v případě krátkých skladeb celé dílo. Na konci programu si vyberou jeden kus, kterého si nejvíce cení. Hosté také automaticky dostanou kompletní Shakespearova díla a buď Bibli, nebo jiné vhodné náboženské či filozofické dílo. Poté jsou vyzváni, aby vybrali třetí knihu, která by je doprovázela na ostrov. Mezi oblíbené volby patří Charles Dickens a Jane Austen. Herečce Judi Dench, která má makulární degeneraci, bylo povoleno vzít si místo tištěného rukopisu audioknihu.
Hosté si také vyberou jeden luxusní předmět, který musí být neživý a nesmí pomoci k úniku z ostrova nebo umožnit komunikaci se světem. Roy Plomley tato pravidla přísně prosazoval. Udělal však zvláštní výjimku princezně Michaele z Kentu, která si vybrala svou kočku. Pravidla jsou však dnes méně přísně vymáhána; například Lawley dovolil Johnu Cleesovi vzít s sebou Michaela Palina pod podmínkou, že je mrtvý a vycpaný. Mezi příklady luxusu patří šampaňské a klavír, přičemž klavír patří k nejžádanějšímu výběru luxusního předmětu.
Po Plomleyově smrti v roce 1985 program nejprve vedl Michael Parkinson, poté od roku 1988 do roku 2006 Sue Lawley a od roku 2006 do roku 2018 Kirsty Young a poté moderátorka Lauren Laverne, která pro svůj první pořad vysílaný 30. září 2018 udělala rozhovor s olympijským potápěčem Tomem Daleym. Laverne byla původně povolána pouze jako prozatímní moderátorka, zatímco Youngová si vzala volno kvůli komplikacím fibromyalgie, ale po jejím rozhodnutí v červenci 2019 nevrátit se bylo oznámeno, že Laverne bude pokračovat do doby, než bude rozhodnuto jinak.

## Slavní hosté
Prvním trosečníkem byl Vic Oliver a několik "trosečníků", například: Celia Johnson, Arthur Askey, Trevor Nunn, John Schlesinger, Kenneth Williams, Terry Wogan, Brian Rix, David Attenborough, John Mortimer, Adele Leigh a Stephen Fry bylo pozváno více než jednou. Nejžádanější skladbou za prvních 60 let byla „Óda na radost“, poslední věta Beethovenovy Deváté symfonie. Jedním z nejsledovanějších vysílání byl výběr sedmi vlastních nahrávek Elisabeth Schwarzkopf z roku 1958. Tento rekord byl následně poražen britskou klavíristkou Dame Moura Lympany při jejím druhém vystoupení na programu 28. července 1979, kdy všech osm jejích výběrů bylo z jejích vlastních nahrávek. Na začátku 70. let se Roy Plomley pokusil udělat rozhovor s Alistairem MacLeanem, ale nakonec hovořil s někým jiným se stejným jménem - kdo nikdy nenapsal knihu - a program nebyl nikdy vysílán. V lednu 1981 se princezna Margaret, hraběnka ze Snowdonu také objevila jako trosečník v tomto pořadu.